# Fraxinus punctata
Fraxinus punctata — вид квіткових рослин з родини маслинових (Oleaceae).

## Опис
Це невелике дерево чи кущ до 20 метрів у висоту. Гілки міцні; бруньки шершаво волохаті. Листки до 20 см; ніжка листка 3.5–6 см; листочків 3–5(7), кінцева 1 більша, з ніжкою ≈ 3 см; листочкові пластинки широко-яйцюватої форми, 8.5–12 × 4–5(7) см, зверху голі, край віддалено городчастий, верхівка довго загострена. Волоті кінцеві. Чашечка неглибоко чашеподібна, ≈ 2 мм; зуби дельтовані. Самара лопатчата, 25–30 × ≈ 5 мм. Плодить у вересні.

## Поширення
Ареал: Китай (Хубей).
Росте в змішаних лісах на схилах; на висотах від 1000 до 1500 метрів.

## Використання
Немає інформації про використання та торгівлю цим видом.